# Nectriella dakotensis
Nectriella dakotensis är en svampart som först beskrevs av Seaver, och fick sitt nu gällande namn av Lowen 1999. Nectriella dakotensis ingår i släktet Nectriella och familjen Bionectriaceae.  Arten är reproducerande i Sverige. Inga underarter finns listade i Catalogue of Life.